# Valdevacas y Guijar
Valdevacas y Guijar ist eine Gemeinde in der spanischen Provinz Segovia. Sie liegt im Süden der Autonomen Region Kastilien und León, an der Nordwestabdachung der Sierra de Guadarrama. Sie hat 80 Einwohner (Stand: 2024). Die Gemeinde besteht aus den Ortschaften El Guijar de Valdevacas und Valdevacas del Guijar.

## Geographie
Valdevacas y Guijar liegt etwa 23 Kilometer nordöstlich vom Stadtzentrum von Segovia in einer Höhe von ca. 1025 m. 
Valdevacas y Guijar befindet sich innerhalb der Zone des kontinentalen mediterranen Klimas.

## Bevölkerungsentwicklung
| Jahr      | 1970 | 1981 | 1991 | 2001 | 2011 | 2021 |
| Einwohner | 227  | 192  | 169  | 142  | 117  | 96   |

## Sehenswürdigkeiten
- Kirche von El Guijar
- Kreuzerhöhungskirche in Valdevacas

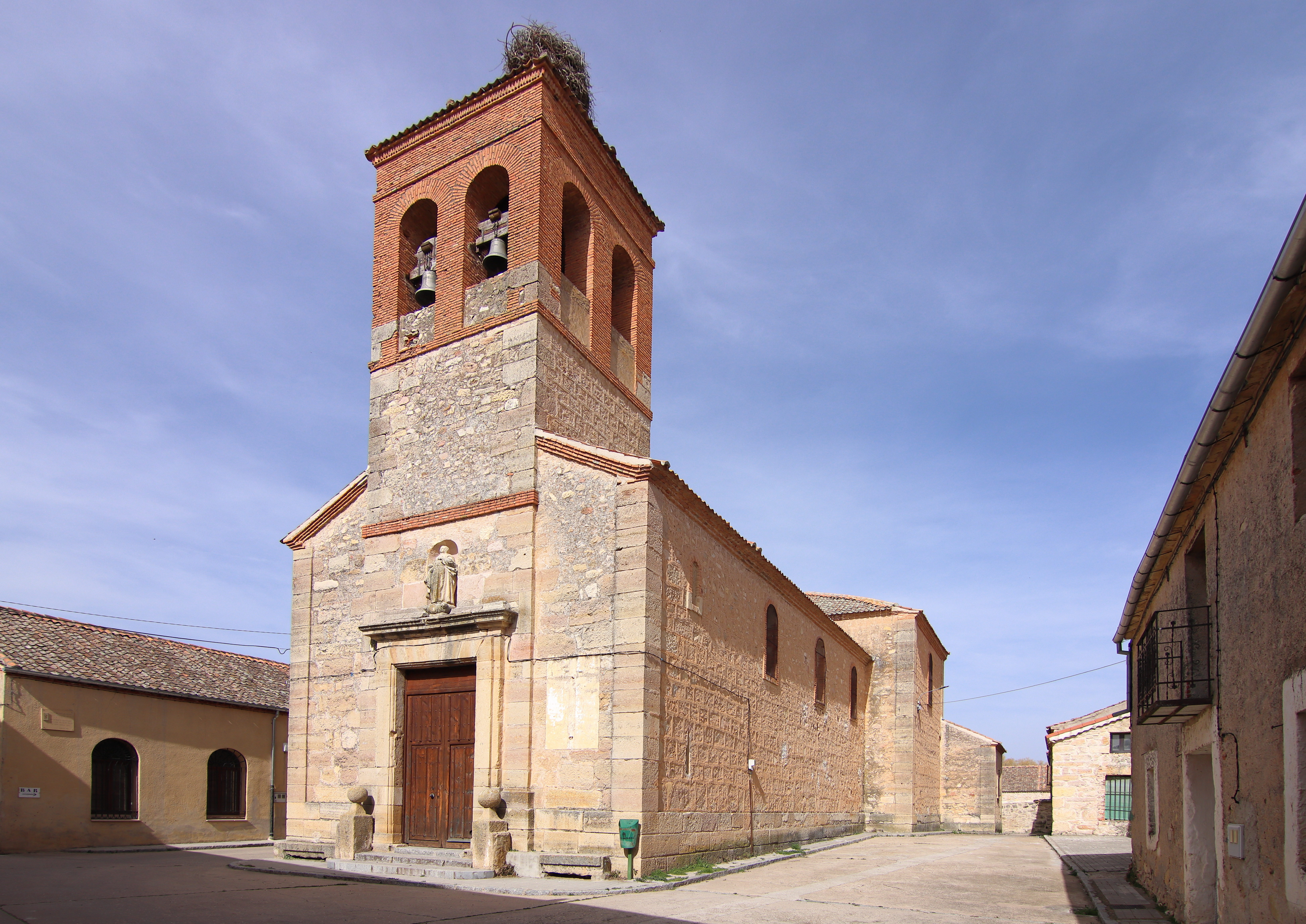
Kirche von El Guijar
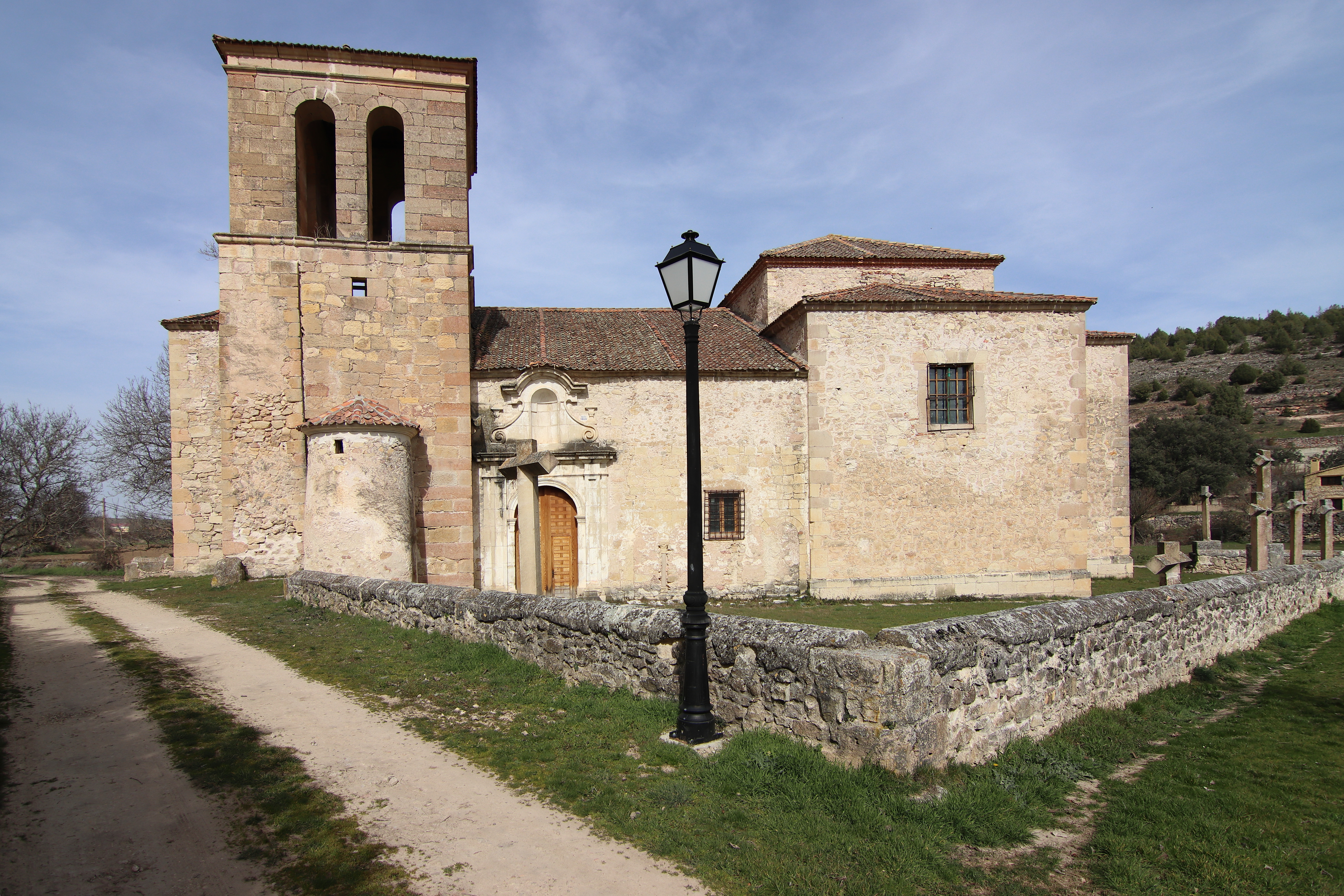
Kreuzerhöhungskirche